# Aeropuerto Williams Gateway
El formalmente llamado Aeropuerto Williams Gateway (IATA: AZA, OACI: KIWA, FAA LID: IWA), y también nombrado Aeropuerto Phoenix–Mesa Gateway (1994–2008) y Base Aérea Militar Williams (1941–1993), se encuentra en el área suroeste de Mesa, y a 32 km al sureste de la ciudad de Phoenix en el condado de Maricopa del estado de Arizona, en los Estados Unidos.
El Aeropuerto Williams Gateway es operado por su entidad propietaria Phoenix–Mesa Gateway Airport Authority, y se utiliza como vía de alivio para el Aeropuerto Internacional Sky Harbor de Phoenix. La autoridad aeroportuaria se rige por un consejo de seis miembros, quienes son alcaldes y gobernadores tribales de:
- Ciudad de Gilbert
- Ciudad de Mesa
- Pueblo de Queen Creek
- Comunidad india de Gila
- Ciudad de Phoenix
- Ciudad Apache Junction.

El Plan Nacional de Sistemas Aeroportuarios Integrados para 2077-2011 de la Administración Federal de Aviación ha designado al Aeropuerto Williams Gateway como aeropuerto de relevo, lo que significa que es un aeropuerto de aviación general usado para aliviar la congestión de tráfico aéreo de un aeropuerto más grande.
La aerolínea Allegiant Air comenzó a programar servicios aéreos desde Mesa en octubre del 2007. Los registros del Aeropuerto Williams Gateway indicaron una cifra de 1.377.205 pasajeros abordados y aproximadamente 700,000 embarques en el 2012, un incremento el 44% con respecto al 2011.
La mayoría de los aeropuertos de Estados Unidos utilizan también las mismas tres letras de su identificador de ubicación para la Administración Federal de Aviación (FAA) y la Asociación internacional de Aerotransporte (IATA), pero el Aeropuerto Williams Gateway rompe el esquema dado que el identificador IWA ya había sido asignado al aeropuerto Ivanovo Yuzhny en Rusia.

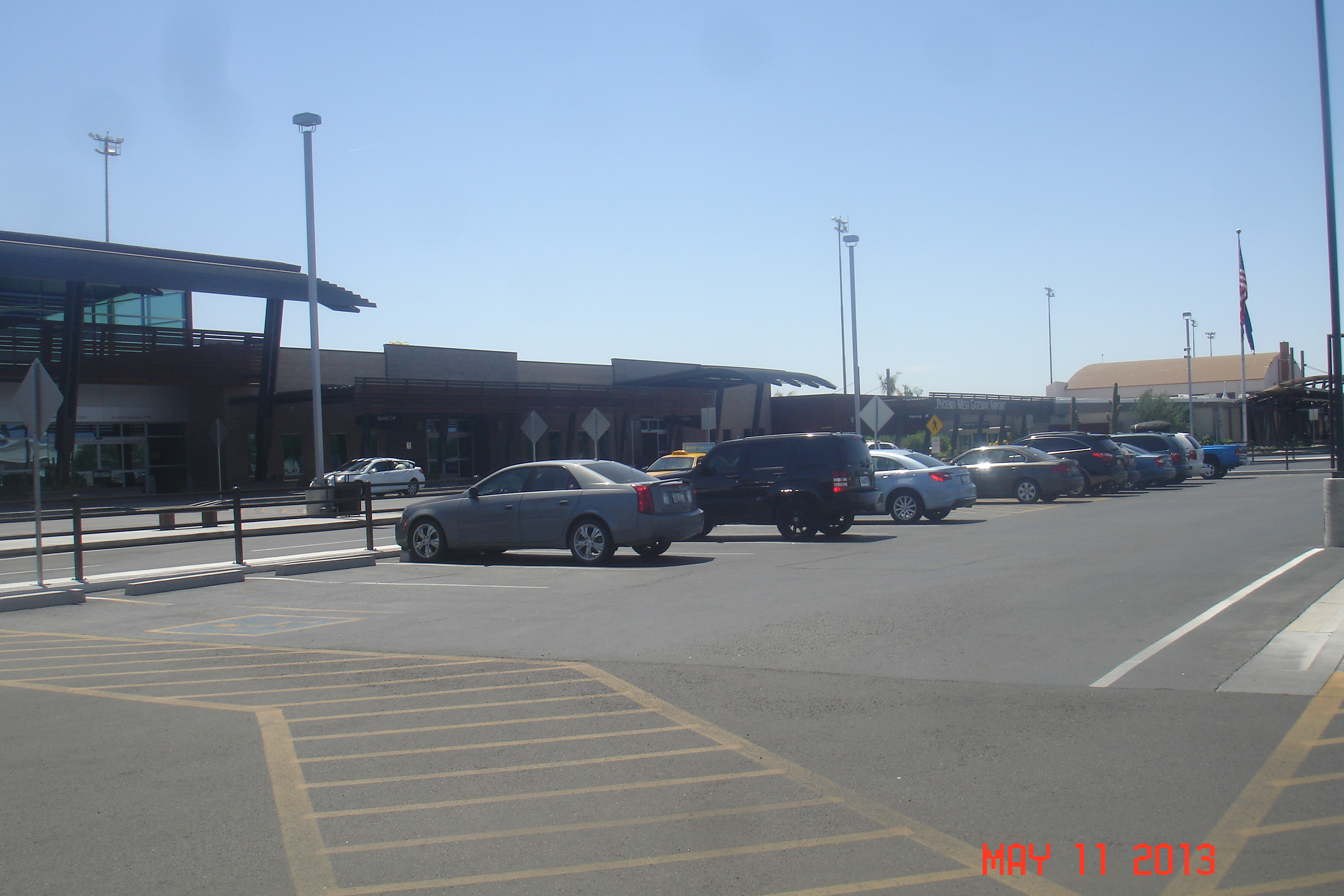
Patio de estacionamiento del aeropuerto.

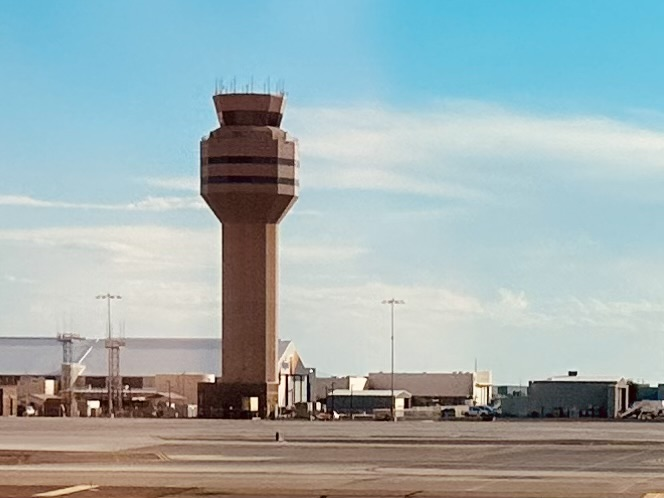
Torre de controtl del aeropuerto.

## Historia
El aeropuerto fue construido en 1941 y abierto en 1942 por la milicia de Estados Unidos nombrado entonces Williams Air Force Base. Este lugar fue campo de entrenamiento de vuelo durante la Segunda Guerra Mundial
En 1948 Williams fue la primera base de entrenamiento para aviones de reacción (jet), y en 1966 este fue el primer sitio de formación del programa de formación de pilotos de pregrado (UTP Program).
La comisión del programa de Re-alineación y Cierre de Bases (BRAC) recomendó el cierre de la base, dado que sus costos de operación eran muy altos. La base se cerró en 1993.

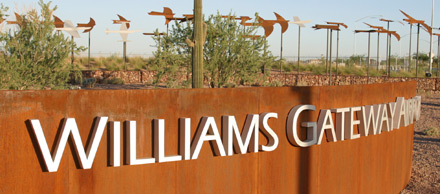
Anuncio de entrada al aeropuerto Phoenix–Mesa

A medida que la base aérea se estaba cerrando, se decidió que, con el crecimiento del tráfico en el Aeropuerto Internacional Sky Harbor en Phoenix, se necesitaría un aeropuerto alternativo. La pista se amplió para dar cabida a aviones más grandes y las instalaciones abrieron nuevamente sus puertas en 1994 como el Aeropuerto Williams Gateway. Las ofertas de algunas compañías aéreas para comenzar a realizar vuelos comenzaron casi de inmediato.
La compañía aérea de vuelos tipo chárter Ryan International Airlines inició en el 2004 vuelos con aviones DC-9 hacia el aeropuerto internacional de Bullhead City, Arizona.
En los últimos años, el aeropuerto se ha convertido nuevamente en un centro de entrenamiento de vuelo. Varias escuelas de vuelo grandes se aprovechan de las favorables condiciones meteorológicas en el valle de Phoenix.
El 31 de julio de 2007, la aerolínea de bajo costo Allegiant Air anuncia planes para utilizar el aeropuerto Williams como puerto de conexión de la ciudad de Phoenix con otras 13 ciudades. El servicio de conexión comienza a funcionar el 25 de octubre de 2007.
En una nota de prensa del 17 de septiembre de 2007, la autoridad aeroportuaria aprueba el cambio de nombre del aeropuerto, y de Williams Gateway Airport pasa a ser Phoenix–Mesa Gateway Airport, siendo efectivo el cambio el 15 de octubre de 2007.

## Instalaciones
El aeropuerto cubre una extensión de 1,220 hectáreas (3,020 acres), y tiene 3 pistas pavimentadas:
| Pista   | Dimensiones                           | Material           |
| ------- | ------------------------------------- | ------------------ |
| 12C/30C | 10,200 x 150 pies (3,109 x 46 metros) | Asfalto y concreto |
| 12L/30R | 9,300 x 150 pies (2,835 x 46 metros)  | Concreto           |
| 12R/30L | 10,400 x 150 pies (3,170 x 46 metros) | Concreto           |

En el 2011 el aeropuerto tuvo 171,200 operaciones aeronáuticas, un promedio de 469 diarias:
| Porcentaje | Tipo             |
| ---------- | ---------------- |
| 86%        | Aviación general |
| 5%         | Taxi aéreo       |
| 5%         | Aerolínea        |
| 6%         | Militar          |

128 aeronaves tienen su base en este aeropuerto:
| Porcentaje | Tipo             |
| ---------- | ---------------- |
| 60%        | De un solo motor |
| 26%        | Jet              |
| 14%        | Multimotor       |
| 1%         | Helicóptero      |

## Planes para futuro
Uno de los mayores problemas que ha tenido el aeropuerto WG es el aumento de pasajeros desde que Allegiant Air inició sus operaciones, WG no planeaba este crecimiento en el primer año. Debido al aumento de 14 588 operaciones en el 2007 a 159,481 en el 2008, las instalaciones estaban cada vez más llenas de personas. Para aliviar este problema, se han realizado extensas renovaciones y expansiones, añadiendo cerca de 6,500 metros cuadrados a la superficie operativa del aeropuerto. El aeropuerto comenzó la construcción de un plan de expansión a principios de 2013, para aumentar las plataformas de ocho a diez. Un problema actual es que el área disponible del aeropuerto se está quedando sin terreno disponible en el lado oeste de la pista de aterrizaje, lo que frenará la expansión hasta que las instalaciones de este lado de la terminal se hayan completado.

### Gateway 2030
En respuesta a los problemas de expansión, la administración aeroportuaria ha comenzado la planificación de una nueva terminal en el lado oriente. El plan titulado, Gateway 2030, se desarrolló en junio de 2012 El plan Gateway 2030 describe el proceso, las principales conclusiones y recomendaciones relacionadas al enfoque de reducción de costo para el desarrollo de 283 hectáreas propiedad del aeropuerto y la infraestructura de apoyo crítico para asegurar su éxito.
El plan de crecimiento será implementado en 4 fases. Al finalizar la primera fase, WG podrá dar cabida a 1,5 millones de embarques (3 millones de pasajeros). Gran parte de la primera fase se ocupará de accesos e infraestructuras necesarias para tener acceso a la nueva terminal, esto incluye los caminos de acceso, estacionamientos, y calles de rodaje con capacidad de dar servicio a aeronaves de los grupos III y IV, y la nueva terminal de 28,000 metros cuadrados. La nueva terminal tendrá catorce plataformas, construidas de tal manera para dar cabida a doce aeronaves del grupo III y dos del grupo IV. El costo total estimado de la primera fase es de aproximadamente USD $344.5 millones y será implementada en los próximos cinco años.
La segunda fase aún no se ha planificado a detalle, pero se sumará otra terminal tipo muelle hasta la explanada principal con seis plataformas, estacionamiento para 10,500 vehículos, y una extensión de 1000 pies para la pista RW 12L/30R. La segunda fase tendrá un costo de alrededor de USD $145 millones, dando al WG la capacidad para manejar 2,2 millones de embarques y será implementado en los próximos seis a diez años.
La tercera fase será la fase final para el plan inicial de Gateway 2030. Se añade otro terminal muelle y un segundo nivel a la explanada principal, ocho puertas adicionales, una nueva plataforma, más estacionamiento, y calles de rodaje adicionales.
La tercera fase se centrará en edificios comerciales, de oficinas y hoteles de propiedad privada que se ubicarán en terrenos del aeropuerto. La tercera fase le permitirá al WG una capacidad de 5 millones de embarques y se prevé que costará USD $963 millones con la construcción prevista hasta después del año 2024.
La fase cuatro completará el plan, lo que permitirá al WG una capacidad de manejar 10 millones de embarques (y 20 millones de pasajeros) al año con un total de 60 plataformas y 21,000 lugares de estacionamiento para vehículos. La fase cuatro probablemente no se lleve a cabo hasta 2030 o más allá, por lo que las estimaciones de costos son prácticamente imposibles.
Debido a los cambios del mercado, las fases dos, tres y cuatro son propensas a cambiar. Gateway 2030 se estima que costará más de USD $ 1400 millones. El proyecto Gateway 2030 transformará en WG en un nuevo aeropuerto.

## Aerolíneas y destinos

### Pasajeros
| Aerolíneas           | Destinos |
| -------------------- | --- |
| Allegiant Air        | Appleton, Bellingham, Billings, Bismarck, Boise, Bozeman, Cedar Rapids/Iowa City, Chicago/Rockford, Cincinnati, Colorado Springs, Des Moines, Eugene, Fargo, Fayetteville/Bentonville, Flint, Fort Wayne, Glacier Park/Kalispell, Grand Island, Grand Rapids, Idaho Falls, Las Vegas, Minot, Missoula, Moline/Quad Cities, Omaha, Peoria, Provo, Rapid City, Sioux Falls, South Bend, Spokane, Springfield/Branson, St. Cloud, Tri-Cities (WA), Wichita Estacional: Grand Forks, Great Falls, Mineápolis/St. Paul, Portland (OR), Toledo, Traverse City |
| Sun Country Airlines | Estacional: Mineápolis/St. Paul |

## Estadísticas

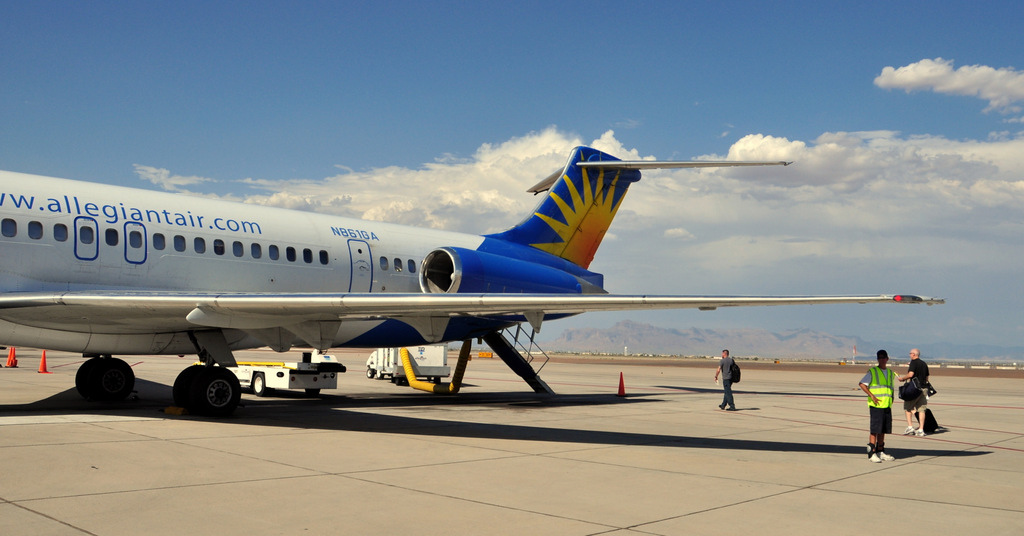
Pasajeros abordando un avión McDonnell Douglas MD-83 de Allegiant Air

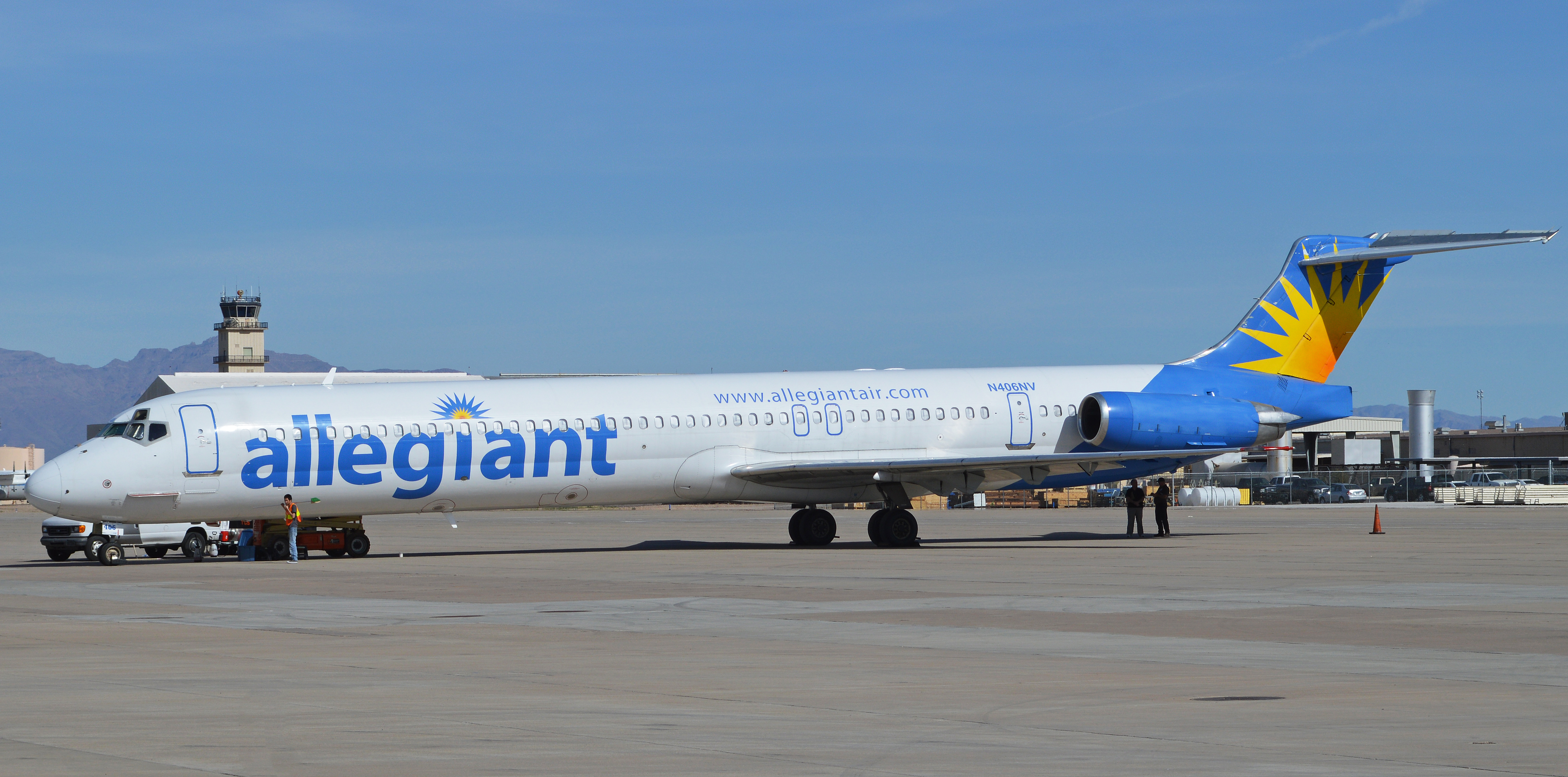
Un avión McDonnell Douglas MD-82 de Allegiant Air en la rampa

### Tráfico anual
| Año  | Pasajeros | Año  | Pasajeros | Año  | Pasajeros |
| ---- | --------- | ---- | --------- | ---- | --------- |
| 2001 | 0         | 2011 | 953,337   | 2021 | 1,532,150 |
| 2002 | 0         | 2012 | 1,382,070 | 2022 | 1,888,410 |
| 2003 | 0         | 2013 | 1,359,032 | 2023 | 1,875,300 |
| 2004 | 0         | 2014 | 1,240,993 | 2024 | 1,886,055 |
| 2005 | 0         | 2015 | 1,281,741 | 2025 |           |
| 2006 | 0         | 2016 | 1,351,827 | 2026 |           |
| 2007 | 0         | 2017 | 1,360,713 | 2027 |           |
| 2008 | 350,661   | 2018 | 1,526,578 | 2028 |           |
| 2009 | 573,480   | 2019 | 1,772,678 | 2029 |           |
| 2010 | 799,674   | 2020 | 1,149,657 | 2030 |           |

## Mesa de dirección
En el invierno de 1994, la autoridad aeroportuaria se estableció como una junta de tres miembros, con representación de las tres ciudades adyacentes a Williams Field. Ellos fueron los alcaldes de las ciudades de Gilbert, Mesa, y Queen Creek, Ciudades que hoy en día continúan en calidad de miembros.
En 1995 comunidad india del Río Giver, en 2006 la ciudad de Phoenix, y en 2013 la ciudad de Apache Junction; se unieron al consejo de autoridad.
Cuando se realizó el cambio de nombre de Aeropuerto Williams Gateway a Aeropuerto Phoenix–Mesa Gateway, se resolvió que la junta de autoridad aeroportuaria continuaría siendo la misma.
La autoridad aeroportuaria se rige por un consejo de seis miembros elegidos de las alcaldías y gobernadores tribales de las ciudades vecinas. El consejo desde 2013 está conformado por:
- Ciudad de Gilbert
- Ciudad de Mesa
- Pueblo de Queen Creek
- Comunidad india de Gila
- Ciudad de Phoenix
- Ciudad Apache Junction.

## Imágenes
Base Aérea Williams (ahora parte del aeropuerto Phoenix–Mesa Gateway) in Mesa, Arizona.

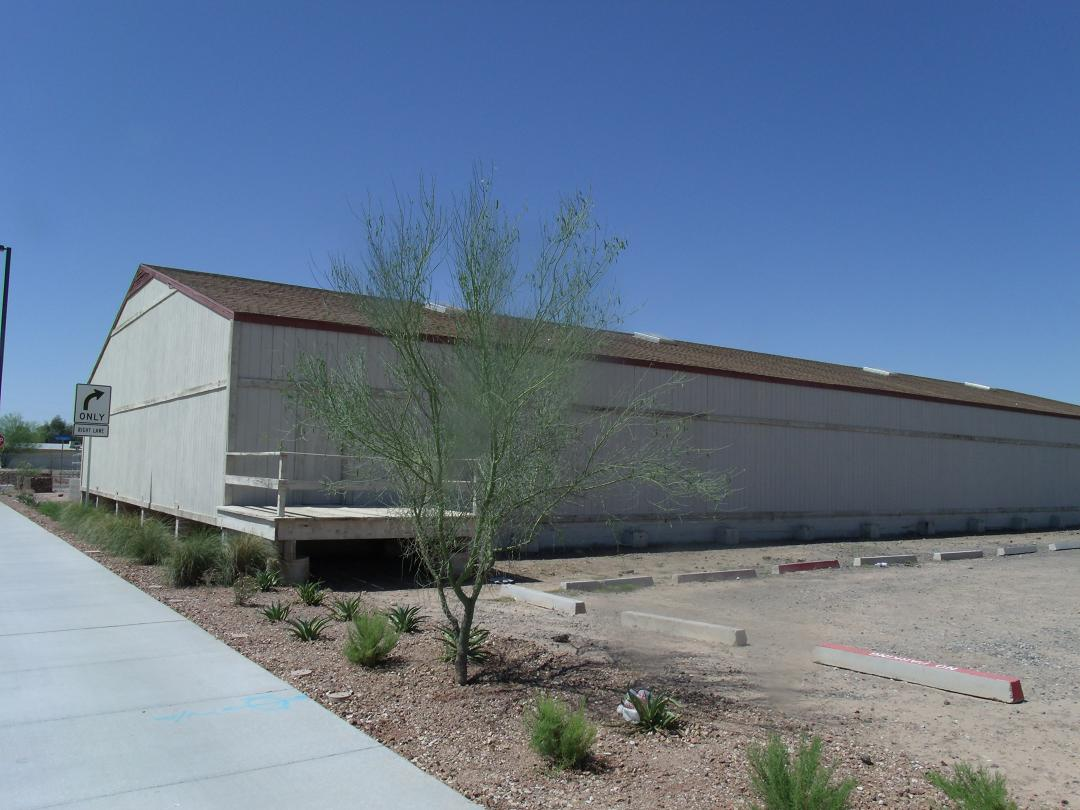
Almacén de suministro de la base aérea Williams (ahora parte del Campus Politécnico de la Universidad Estatal de Arizona). El almacén de suministro fue construido en diciembre de 1941 por la compañía constructora Del E. Webb. El edificio está listado en el Registro Nacional de Lugares Históricos de Estados Unidos con el número de referencia: 95000746
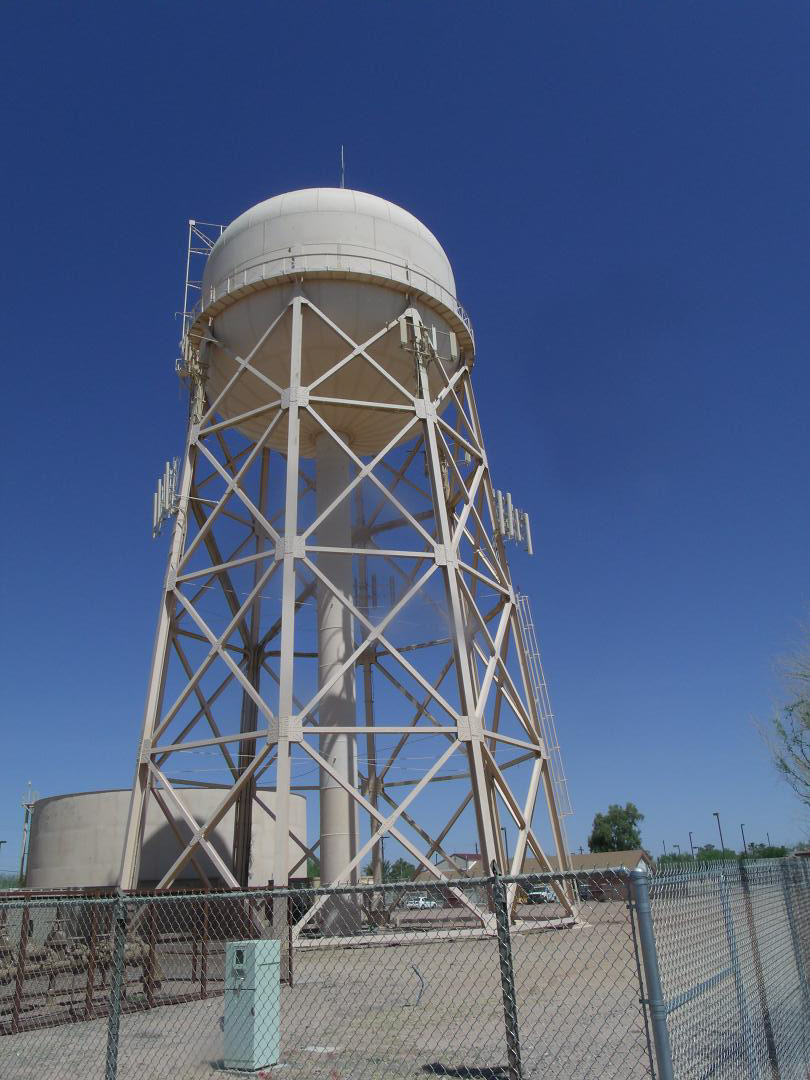
Torre de agua de la base aérea Williams (ahora parte del Campus Politécnico de la Universidad Estatal de Arizona). La torre de agua fue construida en el invierno de 1941-1942 por la compañía constructora Del E. Webb. El edificio está listado en el Registro Nacional de Lugares Históricos de Estados Unidos con el número de referencia: 95000745
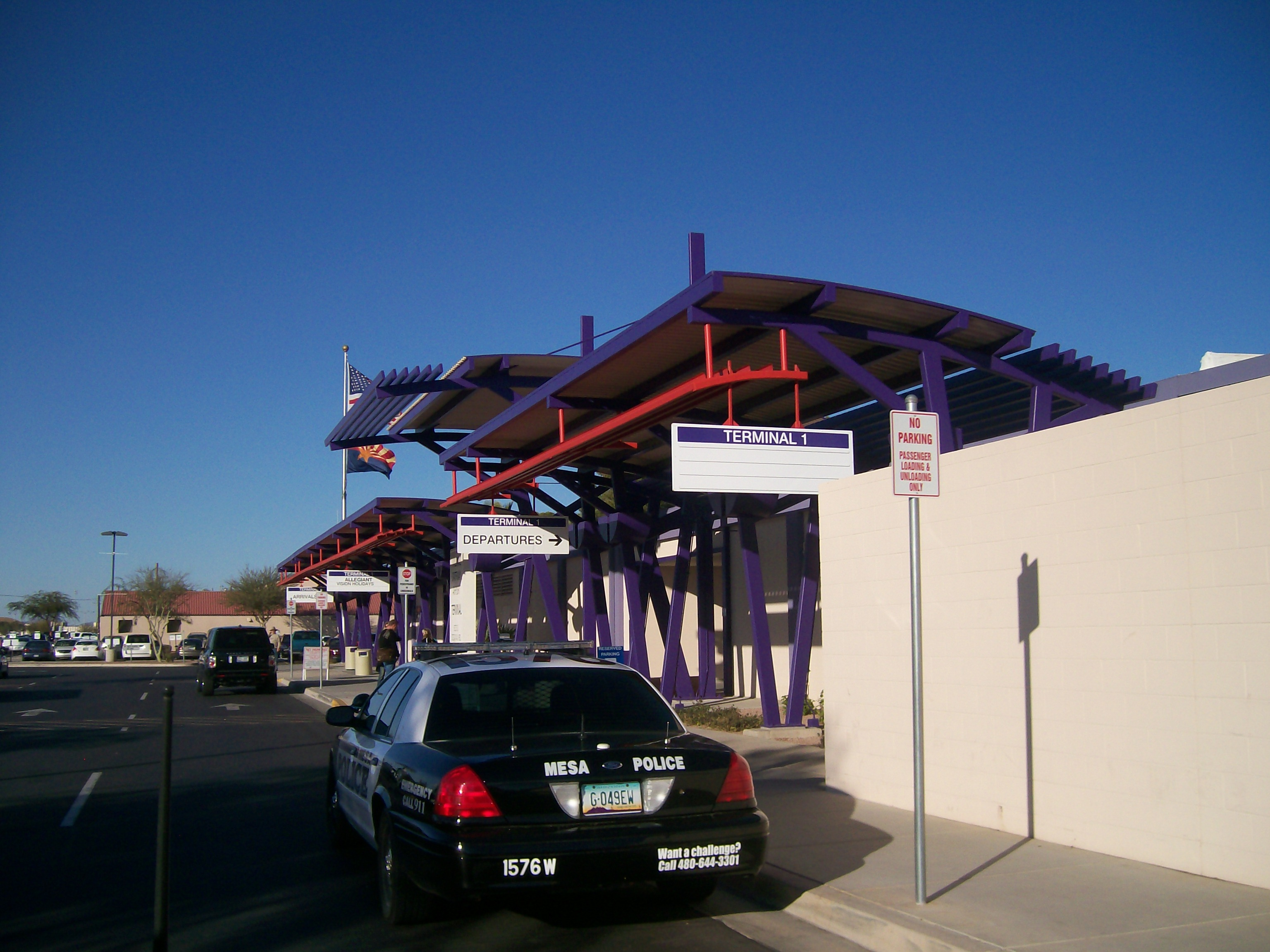
Zona de partidas